# Erotik
Erotik – drugi album studyjny szwedzkiego zespołu black metalowego Lifelover, wydany 24 lutego 2007 roku. Zawiera utwór „Nitlott”, na którym pojawiła się odtworzona od tyłu piosenka „M/S Salmonella” pochodząca z pierwszego albumu zespołu.

## Lista utworów
| Nr  | Tytuł utworu                       | Długość |
| --- | ---------------------------------- | ------- |
| 1.  | „Förspel & Intrång”                | 1:28    |
| 2.  | „Sweet Illness of Mine”            | 3:12    |
| 3.  | „I Love (to Hurt) You”             | 4:01    |
| 4.  | „En Man I Sina Sämsta År”          | 4:38    |
| 5.  | „Dödens Landsväg”                  | 3:50    |
| 6.  | „Välkommen Till Pulvercity”        | 3:41    |
| 7.  | „Saltvatten (Du + Jag vs. Tellus)” | 3:38    |
| 8.  | „Besatt”                           | 3:35    |
| 9.  | „Höstdepressioner”                 | 3:54    |
| 10. | „Humörets Bottenvåning”            | 3:11    |
| 11. | „Museum of Past Affections”        | 6:21    |
| 12. | „Nitlott”                          | 11:08   |
|     |                                    | 52:37   |